# Nicolai Tegeler

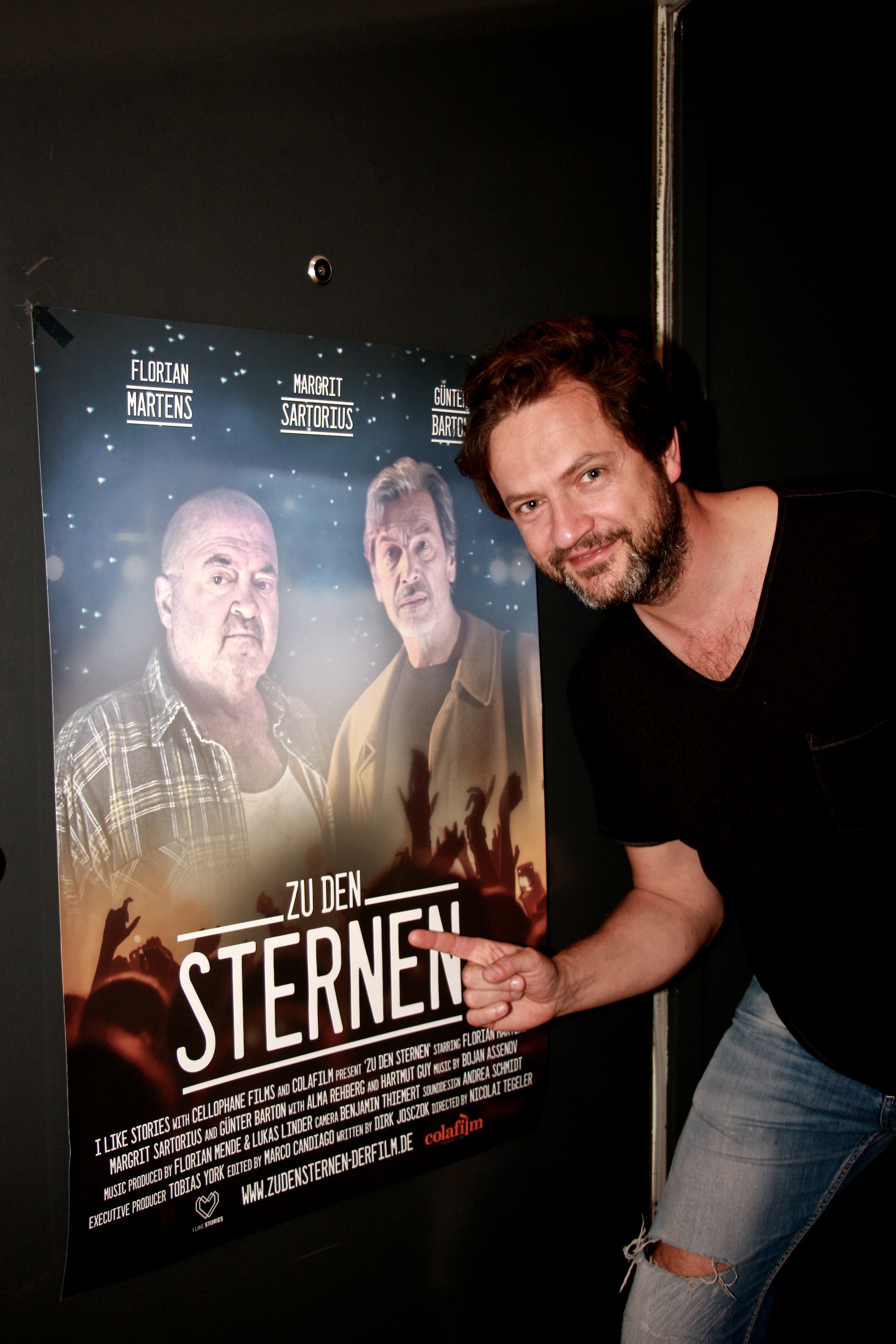
Nicolai Tegeler (2020)

Nicolai Tegeler (* 12. Februar 1978 in West-Berlin) ist ein deutscher Schauspieler, Filmemacher, Produzent, Sprecher und Moderator.

## Leben
Nicolai Tegeler wuchs in West-Berlin auf und entstammt einer Schauspielerfamilie. Seine Mutter ist die Mimin Melitta Tegeler, der Großvater der Schauspieler Ludwig Kerscher. Im Alter von 15 Jahren schloss er sich einer Off-Theatergruppe an. Sein erster TV-Dreh war eine Episodenhauptrolle für die ARD in Dr. Sommerfeld – Neues vom Bülowbogen. Nach einem Aufenthalt in New York absolvierte er von 2000 bis 2003 seine Schauspielausbildung an der Fritz-Kirchhoff-Schule in Berlin, die er mit der Bühnenreife beendete.

### Tätigkeit als Schauspieler/Kabarett/Moderation
Nicolai Tegeler ist neben seinen Bühnenauftritten in zahlreichen Film- und Fernsehrollen zu sehen und als Synchronsprecher zu hören.
Zwischen 2005 und 2007 war er Ensemblemitglied des Berliner Kabarett-Theaters Die Stachelschweine. Dort wirkte er in den Programmen Klassenkrampf und Um Haarespleite mit. 2008 entstand unter Tegelers Regie und Produktion der Kurzfilm Hochzeitstag (Hauptrollen: Wolfgang Bahro und Nora Jensen).
Seit 2008 war er Der gute Gesell in der Berliner Inszenierung des Jedermann von Hugo von Hofmannsthal in der Regie von Brigitte Grothum. Seit 2012 hat er Gastauftritte mit kabarettistischen Stücken am Theater Berliner Kabarett Anstalt in Kreuzberg.
Seit 2012 tritt Nicolai Tegeler jährlich u. a. in dem Kult-Neuköllnical „Ediths Glocken“ im BKA-Theater auf.
Seit 2015 spricht er als Nachfolger von Klaus Herm die Rolle des Hutchinson Hatch in der auf Michael Koser basierenden Hörspielreihe Professor van Dusen.
Seit 2016 tourt Tegeler regelmäßig durch Deutschland, Österreich und die Schweiz und unter anderem auch nach Norwegen (dann in englischer Sprache) mit dem Beatles oder Elvis Musical von Stars in Concert – bei denen er als „roter Faden“ durch die Stücke führt.
Seit 2019 moderiert Tegeler das Talk-Format Tegeler trifft... bei Hauptstadt.TV. Seit Ende 2023 moderiert er seinen eigenen Podcast „So tickt Berlin“.

### Filmemacher
2009 gründete er gemeinsam mit Alexander Kiersch die Filmproduktionsfirma Colafilm.
2016 realisierten Tegeler (Co-Regie) und Kiersch den Spielfilm Ediths Glocken – der Film, der – verliehen von der Edition Salzgeber – national und international auf verschiedenen Filmfesten lief.
2019/2020 realisierte Nicolai Tegeler – zum ersten Mal in Eigenregie – in einer gemeinsamen Produktion von Cellophane Films und I LIKE STORIES den Spielfilm ZU DEN STERNEN, der ebenfalls national und international auf unterschiedlichen Filmfestivals lief. Im Herbst 2021 war der Spielfilm in ausgewählten Kinos in Deutschland und Österreich zu sehen. Außerdem erwarb der öffentlich rechtliche Sender MDR die Lizenzrechte für 3 Jahre.

### Produzent und Regisseur
2018 brachte er zusammen mit Christian A. Schnell den Jedermann nach Potsdam in die St. Nikolaikirche zur Aufführung. Dabei wirkte er als Schauspieler mit und war als Producer auch zusammen mit Christian A. Schnell verantwortlich für die künstlerische Leitung. Im Herbst 2022 brachte er zusammen mit Sabine Crippa den Jedermann in Beelitz zur Landesgartenschau beim Open Air auf die Bühne.
2021 gründete Tegeler gemeinsam mit Tobias York die Filmproduktion I LIKE STORIES GmbH mit Sitz in Berlin. Ziel ist die Entwicklung, Durchführung und Produktion von fiktionalen Film, TV, Web und Streamingproduktionen. Im Jahr 2024, anlässlich des 150. Jubiläums des Autors Hugo von Hofmannsthal, hat Nicolai Tegeler mit seiner Firma I LIKE STORIES GmbH das Stück „Jedermann“ inszeniert und produziert. Die Aufführungen fanden im Juli als Open-Air-Event in Weimar und sind im Oktober in Berlin und Bayreuth geplant.
2025 veranstaltet und inszeniert Tegeler zusammen mit seiner Produktionsfirma I LIKE STORIES GmbH erneut den Jedermann in Regensburg, Weimar und Bayreuth.

### Autor
Im September 2024 erschien der Thriller "Natural Red 4" im Pinguletta Verlag, den Nicolai Tegeler gemeinsam mit der Autorin Valeska Reon geschrieben hat.
Am 12. April 2025 erscheint im Pinguletta Verlag die Fortsetzung von »Natural Red #4« - "Masterpiece"- wieder in der Zusammenarbeit mit Valeska Reon.
Am 31. Mai 2025 erscheint im novum Verlag der Roman "Maria & Yasemin", den Tegeler zusammen mit Markus Majowski geschrieben hat.

## Theater (Auswahl)
- 2000: Berlin Alexanderplatz: Maxim Gorki Theater Berlin
- 2018–2019: Jedermann in Potsdam in der Nikolaikirche Potsdam
- 2004: Die Zofen: Bottrop Open Air
- 2005: Eine Nacht in Venedig: Theater Magdeburg
- 2007–2008: Start Up: German Theatre Abroad
- 2011: Das Käthchen von Heilbronn: Faustfestspiele Kronach
- 2011: Ein Sommernachtstraum: Open Air Jagdschloss Grunewald in Berlin
- 2012: Linie 8: Ades Zabel & Company im BKA Theater
- seit 2016 – heute "All you need is Love – die Beatles Show"- Tournee durch Deutschland, Österreich, Schweiz, Dänemark, Belgien, Norwegen, Frankreich in deutscher und englischer Sprache, außerdem auch immer wieder zu Gast im St. Pauli Theater in Hamburg und im Estrel Festival Center in Berlin – führt Tegeler als Moderator und Roadie durch die Show
- 2024–2025 – Elvis das Musical – Tournee durch Deutschland, Österreich, Schweiz und zu Gast im St. Pauli Theater in Hamburg und im Estrel Festival Center in Berlin – führt Tegeler als Sam Phillips & Colonel „Tom“ Parker durch die Show

## Filmografie
Kino
- 2001: Drei Stern Rot
- 2007: Pas de Deux
- 2009: Encore une Fois
- 2011: Close Enough – Zum Greifen Nah
- 2012: Sin Reaper 3D
- 2012: The Deathroom
- 2016: Ediths Glocken – Der Film
- 2020: Zu den Sternen (Regie und Produktion)
- 2022: The Vagabonds

Fernsehen
- 2000: Fieber: Ärzte für das Leben (Serie, 1 Folge)
- 2003: Alarm für Cobra 11 – Die Autobahnpolizei (Serie, 1 Folge)
- 2004: Axel! will’s wissen (Serie, 1 Folge)
- 2004: Grenze (ARD; als Sprecher)
- 2004: Mörderischer Plan
- 2010: Lasko: Die Faust Gottes (Serie, 1 Folge)
- 2017: Chaos-Queens (Reihe, 1 Folge)
- 2018: Familie Dr. Kleist (Serie, 1 Folge)
- 2019: Käthe und ich (Miniserie, 4 Folgen)
  - 2019: Dornröschen
  - 2019: Das Findelkind
  - 2019: Zurück ins Leben
  - 2019: Paoakind
- 2020: Bettys Diagnose (Serie, 1 Folge)
- 2021: SOKO Leipzig (Serie, 1 Folge)
- 2022: In aller Freundschaft – Die jungen Ärzte (Serie, 1 Folge)
- 2024  Die Spreewaldklinik (Folgen 063 & 064)

## Synchronrollen (Auswahl)
Filme
- 2011: Gilles De Schrijver als Lars in Hasta la vista
- 2013: William Moseley als Daniel Lombardi in Street Run – Du bist dein Limit
- 2013: Vincenzo Pane als Rosario (jung) in Tatanka
- 2013: Sammy Soto als Samo in Battle of the Year
- 2014: Matt Copko als Johnny Lee in Werewolf Rising
- 2014: Giorgio Gennari als Gerard in Der Satan ohne Gesicht
- 2014: Wes Chatham als Castor in Die Tribute von Panem – Mockingjay Teil 1
- 2015: Wes Chatham als Castor in Die Tribute von Panem – Mockingjay Teil 2

Serien
- 2014: Elijah Rock als Manny in Masters of Sex
- 2014: Johnathan Brugal als Kyle in Masters of Sex
- 2015: Johnny Giacalone als Cancilarra in Powers
- 2016–2017: Hunter Burke als Julian in Rectify
- seit 2016: Kevin Cahoon als Reuben in Nurse Jackie
- seit 2018: Alex Landi als Dr. Nico Kim in Grey’s Anatomy
- 2020: Alex Landi als Dr. Nico Kim in Seattle Firefighters – Die jungen Helden (Station 19)
- 2021: Robert Sheehan als Dalton Monkhouse in The Last Bus